# Forholdsord
Forholdsord er en ordklasse, der indeholder ord, som beskriver det forhold (i stilstand eller bevægelse), man ønsker at understrege for det følgende navneord. På dansk er et forholdsord næsten altid før det ord, det beskriver. Det kaldes også en præposition på latin. På andre sprog kan forholdsordet være placeret efter ordet, det beskriver, og kaldes en postposition.
Generelt kaldes begge typer af forholdsord appositioner - med en latinsk betegnelse adpositioner.
Et forholdsord og det følgende navneord danner tilsammen et forholdsordsled.
For eksempel:
- Han stod foran huset
  - Hun gik hen foran huset
- De lå bag ved bilen
  - Barnet lå omme bag ved bilen
- Nu skal du i seng
  - Nu går jeg ind i seng
- Forsvaret arbejder til lands, til vands og i luften

En god huskeregel: Et forholdsord forholder sig til "kasserne". Foran kasserne, mellem kasserne, bagved kasserne, over, under, ved siden af, hen mod osv. En letkøbt løsning er at erstatte forholdsord med "i forhold til".
Enkelte forholdsord kan bruges som postpositioner. Typisk med et 'hele' før navneordet som dog ofte kan udelades, da det er implicit med denne konstruktion.
- Det sneede (hele) landet over
  - Det sneede over hele landet
- De kørte (hele) byen rundt
  - De kørte rundt i hele byen
- Hun brokkede sig hele filmen lang
  - Hun brokkede sig gennem hele filmen

Postpositioner skal dog ikke forveksles med efterfølgende biord der ændrer betydningen af udsagnsordet og ikke navneordet.
Forholdsord styrer oblik kasus (afhængighedsfald) på dansk; men nominativ (nævnefald, grundledsfald) kan forekomme i særlige tilfælde. Vor Dronning Margrethe er blevet kritiseret for at sige »for de, der« i stedet for »for dem, der«. Konstruktionen med præposition efterfulgt af nominativ forekommer på rigsdansk kun, når der følger en relativsætning efter. Begge konstruktioner (for de, der / for dem, der) forekommer i sprog, der regnes for rigssprog og anvendes af indfødte sprogbrugere. Andre forekomster af nominativ styret af en præposition finder vi kun i dialekterne. Et eksempel fra Vestfyn er: »Det kunne også være sket for alle vi andre«. Konstruktionen er også observeret på Mors. På fx Sjælland ville man sige »for alle os andre«, ligesom på rigsdansk. Også på andre sprog styrer præpositioner i enkelttilfælde nominativ.
I visse danske sætningskonstruktioner kan forholdsordet være uden navneordsleddet:
- Han tog hatten på.
  - Han tog hatten på hovedet.

Forholdsordene udgør en relativt lille ordklasse.
For dansk oplister Det Centrale Ordregister blot 96 forholdsord.